# Varpusaari (ö i Birkaland)
Varpusaari är en ö i Finland. Den ligger i sjön Iso-Tarjanne och i kommunen Ruovesi i den ekonomiska regionen  Övre Birkalands ekonomiska region  och landskapet Birkaland, i den södra delen av landet, 220 km norr om huvudstaden Helsingfors. Öns area är 9,5 hektar och dess största längd är 0,6 kilometer i öst-västlig riktning.